# Lee Rowland
Lee Rowland (1953) è un ex giocatore di football americano e allenatore di football americano britannico, già linebacker, che allena i Hamburg Sea Devils.
Ha giocato ai Croydon Coyotes, per poi diventare allenatore di diverse squadre di club britanniche, tedesche e austriache (Merton Admirals, SMC Admirals e London Olympians nel campionato britannico, Hanau Hawks, Aschaffenburg Stallions, Rüsselsheim Razorbacks, Darmstadt Diamonds, Dresden Monarchs, Berlin Adler e Hildesheim Invaders in GFL, Cologne Centurions in NFL Europa, Tirol Raiders in AFL), di college (Webber International Warriors) e nazionali (Gran Bretagna, Germania).

## Palmarès

### Come allenatore
- German Bowl (Berlin Adler: 2009)
- Austrian Bowl (Tirol Raiders: 2011, 2015, 2016, 2018, 2019)
- Campionati britannici (Streatham Olympians: 1992, 1993, 1994)
- BritBowl (Streatham Olympians: 1994)
- Eurobowl (Streatham Olympians: 1993, 1994; Berlin Adler: 2010; Tirol Raiders: 2011)
- CEFL Bowl (Tirol Raiders: 2017, 2018, 2019)
- Superfinal (Tirol Raiders: 2018)
- ECTC Championship Game (Tirol Raiders: 2019)
- Fed Cup (Hanau Hawks: 1998)